# Style troubadour
Pour l’article homonyme, voir Troubadour (homonymie).
 (février 2018).

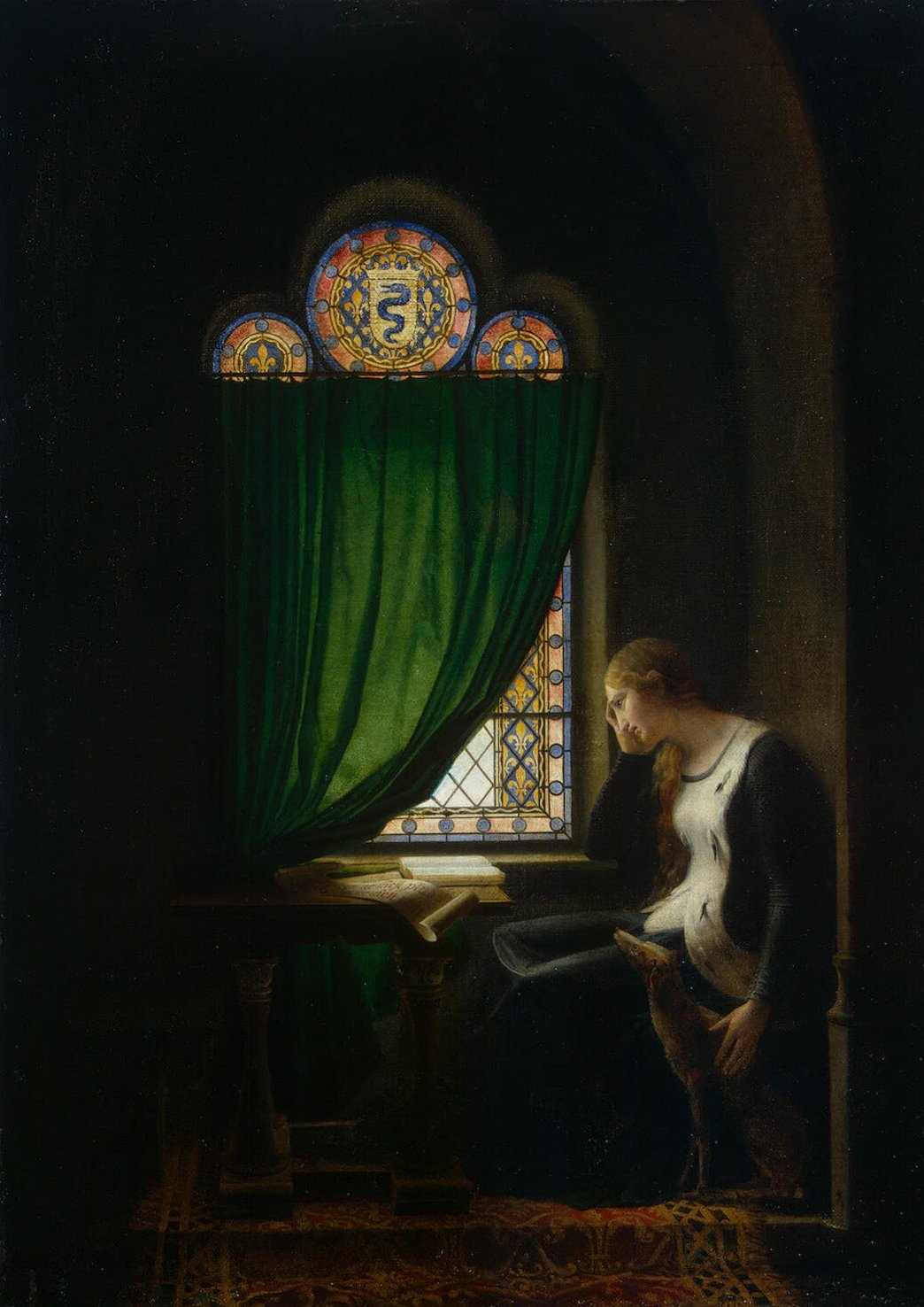
Fleury François Richard, Valentine de Milan pleurant la mort de son époux Louis d'Orléans (vers 1802), Saint-Pétersbourg, musée de l'Ermitage.

Le style troubadour est un mouvement artistique émergeant sous la Restauration française, qui s'épanouit dans la première moitié du XIXe siècle, et tendant à réinventer et s'approprier par les différents arts, une atmosphère idéalisée du Moyen Âge et de la Renaissance.
Il peut apparaître comme une réaction au mouvement néoclassique puis au style Empire. L'influence du style néo-gothique anglais, apparu dans le dernier tiers du XVIIIe siècle, est cependant tout aussi manifeste, ce qui conduit les spécialistes à voir dans l'imagerie troubadour l'une des composantes du romantisme.

## Histoire

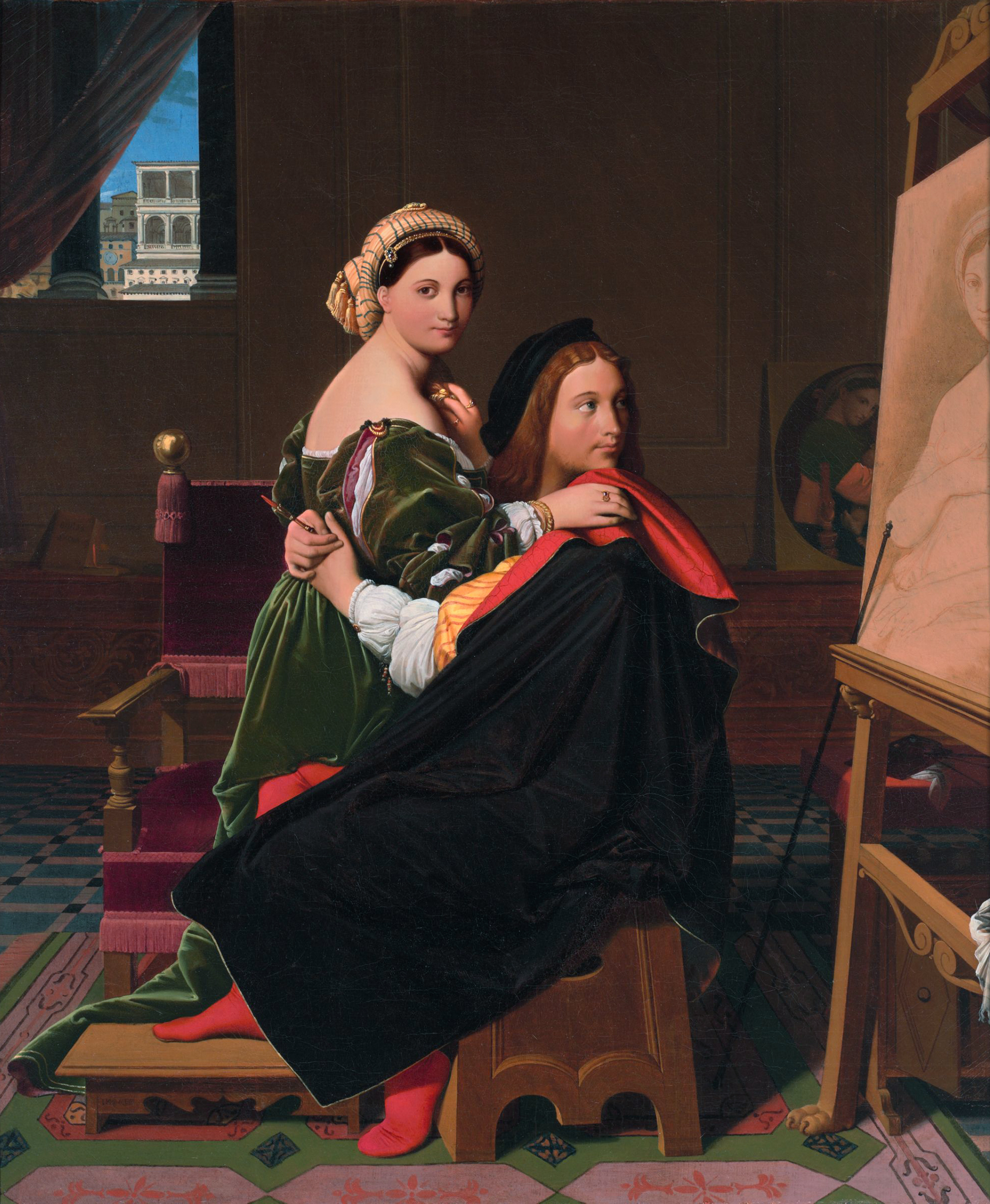
Jean-Auguste-Dominique Ingres : Raffaël et La Fornarina (1814), Cambridge, Fogg Art Museum.

La « redécouverte » ou la réappropriation de l'imaginaire médiéval est l'une des curiosités intellectuelles du début du XIXe siècle français. Ce passé imprégnait l'Ancien Régime de par les institutions et rites qui lui étaient attachés, et maintenait l'organisation politique du royaume de France dans l'axe de traditions définies comme immuables. C'est le propre de la Révolution française d'avoir effectivement bousculé cet ordre.
En exhumant les restes des rois, en mettant « sur le marché » une multitude d'objets, d'œuvres d'art, d'éléments d'architecture médiévale, les révolutionnaires leur « redonnèrent vie ».
Le musée des Monuments français, établi dans l'ancien couvent qui deviendra l'École des beaux-arts de Paris en 1820, fait, de tous ces glorieux débris du Moyen Âge, autant de sujets d'admiration pour le public et de modèles d'inspiration pour les élèves des sections de gravure, peinture et sculpture (mais pas ceux d'architecture puisque son enseignement avait été dissocié des Beaux-Arts et réuni à celui de l'École centrale des travaux publics sous la direction de Durand, promoteur de l'architecture néoclassique sévère qui caractérise le style de la Convention et du Consulat). C'est plus tard, à partir de la Restauration et sous l'impulsion de Quatremère de Quincy et de Mérimée, qu'une nouvelle tradition d'enseignement de l'architecture se reconstitue aux Beaux-Arts, en marge de l'école officielle déclinante, à partir d'ateliers privés qui comportaient des architectes diocésains travaillant pour les monuments historiques, qui donneront naissance à la fondation de la Société centrale des architectes et qui rendront possible en architecture l'expression du style troubadour.

La résurgence du sentiment chrétien dans sa dimension artistique, avec la parution en 1802 du Génie du Christianisme, joua un grand rôle en faveur d'une peinture, d'une sculpture et d'une littérature édifiantes souvent inspirées par la religion .

Pierre Révoil, René d'Anjou chez Palamède de Forbin (vers 1827), collection particulière.

Artistes et écrivains rejetèrent le rationalisme néo-antique de la Révolution et se tournèrent vers un passé chrétien glorieux. Les progrès de l'histoire et de l'archéologie accomplis au cours du XVIIIe siècle portent leurs fruits, en premier, dans la peinture. Paradoxalement ces peintres du passé ignorent les primitifs de la peinture française, trouvant leur style trop académique et pas assez anecdotique.
Napoléon Ier lui-même ne dédaignait pas ce courant : il avait pris comme emblème le semis d'abeilles d'or retrouvé au XVIIe siècle sur la tombe du roi mérovingien Childéric, et se voyait bien comme un continuateur de la royauté française. Une sorte de reconnaissance officielle du Moyen Âge fut opérée par la cérémonie du Sacre de Napoléon. Reprenant l'usage des rois de France (mais à Paris), le futur empereur tenta de reprendre à son profit les usages royaux : peut-être même dans ses manifestations miraculeuses, Bonaparte visitant les pestiférés de Jaffa d'Antoine-Jean Gros a été lue comme une version réactualisée des Rois thaumaturges.

## Littérature
C'est en France avec l'adaptation et la publication à partir de 1778 des anciens romans de chevalerie par le comte de Tressan (1707-1783) dans la Bibliothèque des romans, mais surtout un peu avant en Angleterre, que l'intérêt du public pour le Moyen Âge commence à se manifester dans la littérature, notamment avec les premiers romans fantastiques, comme le Château d'Otrante, qui inspirèrent à la fin du XVIIIe siècle des écrivains français comme Donatien de Sade avec son Histoire secrète d'Adélaïde de Bavière, reine de France. Ensuite, c'est la traduction en français à partir de 1820 et l'immense succès des romans de Walter Scott comme Ivanhoé, Quentin Durward .

## Peinture
La peinture de style troubadour est une peinture de genre à prétention historique, anecdotique et édifiante qui émerge principalement en France au moment de la Restauration et qui se caractérise par une réappropriation de l'imaginaire du Moyen Âge.
Si techniquement, elle hérite d'une certaine manière de la peinture néerlandaise du XVIIe siècle, elle s'inscrit surtout dans la lignée du style néogothique anglais, s'en nourrissant, au point de marquer profondément la peinture de l'époque romantique française : son gros succès auprès des publics est évident, on parle de mode et d'engouement, qui s'épuisent avec la révolution de 1848.

## Sculpture
- Félicie de Fauveau (1802-1886). Représentante majeure du style troubadour, son œuvre, qui préfigure le préraphaélisme, a eu une grande influence sur des auteurs romantiques comme Alfred de Musset et Alexandre Dumas.
- Marie d'Orléans (1813-1839).Princesse d'Orléans, fille de Louis-Philippe , Roi des Français . Du fait de son talent artistique, elle est considérée comme la première sculptrice romantique française.
- Jehan Du Seigneur (1808-1866) sculpteur romantique actif entre 1831 et 1866, et membre de l'Institut historique.

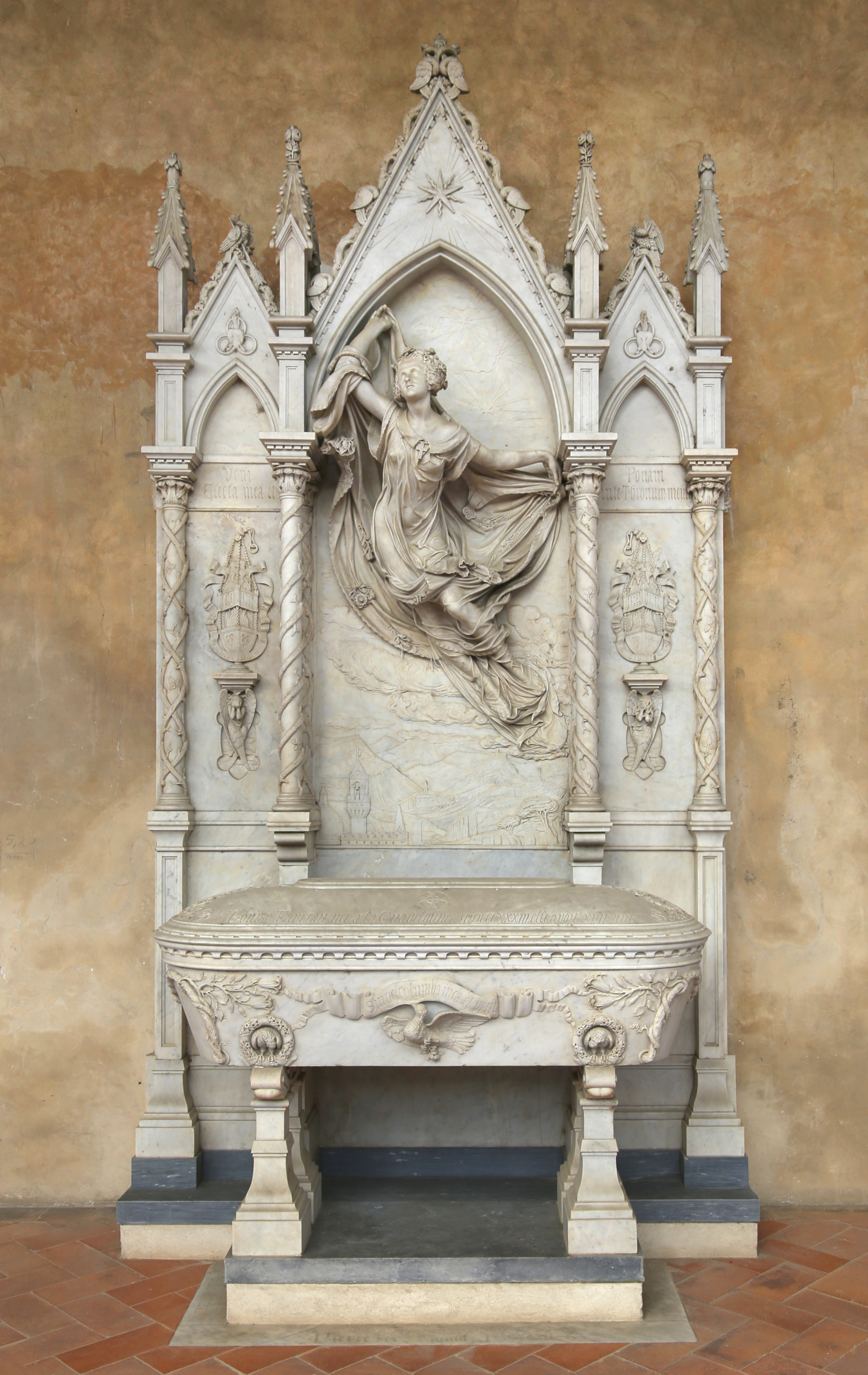
Félicie de Fauveau, Monument à Louise Favreau (1854), Florence,basilique Santa Croce
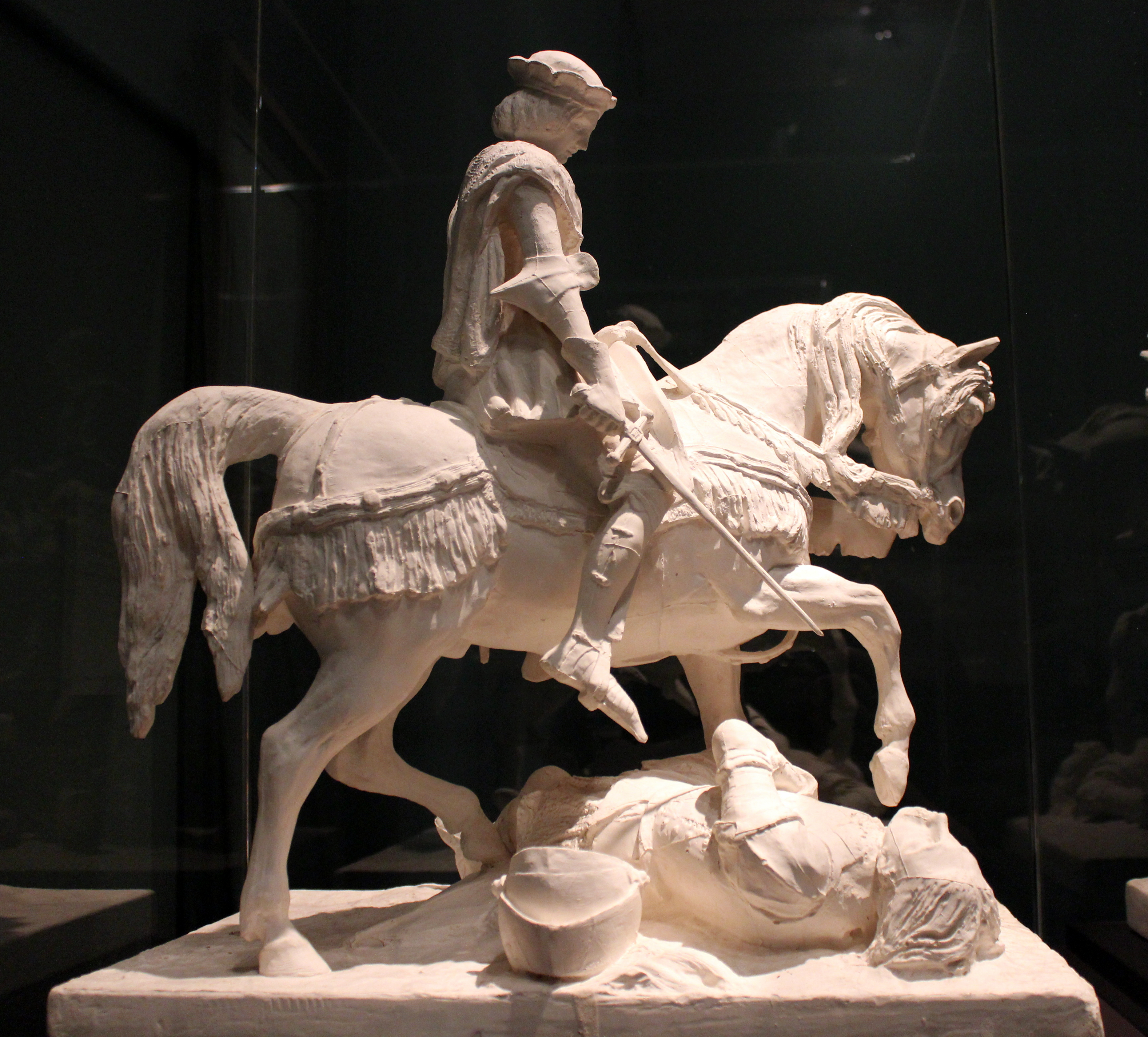
Marie d'Orléans, Jeanne d'Arc pleurant à la vue d'un Anglais blessé, Musée des Beaux Arts de Lyon.
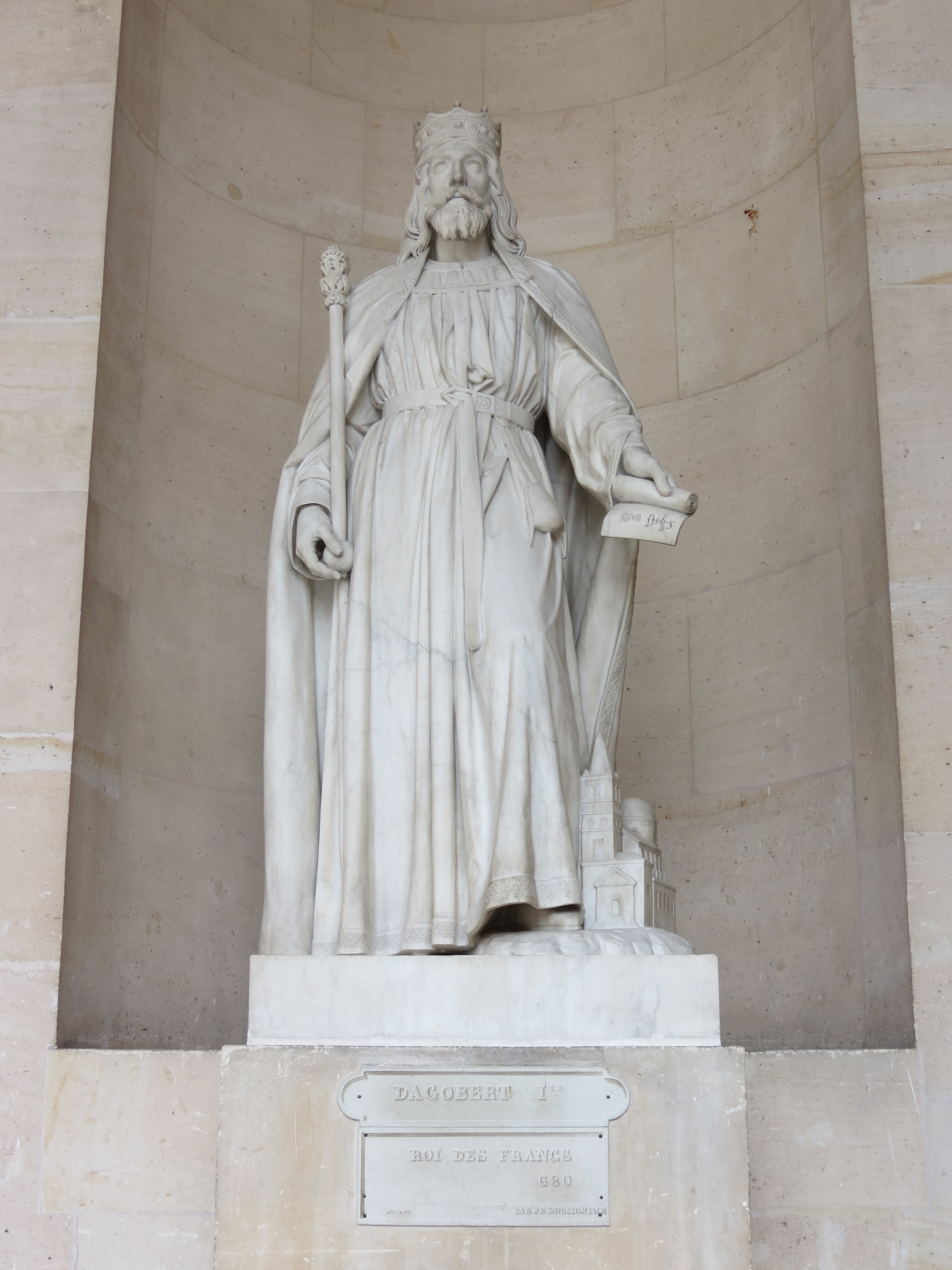
Jehan Du Seigneur, Dagobert Ier, château de Versailles.

## Architecture
On observe au XVIIIe siècle un engouement pour l'architecture médiévale, issu de l'Angleterre ou fleurit le style néogothique, mais qui, en France reste limité à certaines fabriques féodales que l'on trouve dans des parcs de châteaux.

Après sa disparition en peinture, le style troubadour semble se poursuivre, ou renaître dans l'architecture, les arts décoratifs, la littérature et le théâtre. L'Abbotsford House, construite en Écosse à partir de 1800 par Walter Scott, est l'archétype des châteaux néo-gothiques ou néo Renaissance mélangeant des éléments d'architecture récupérés et des pastiches.

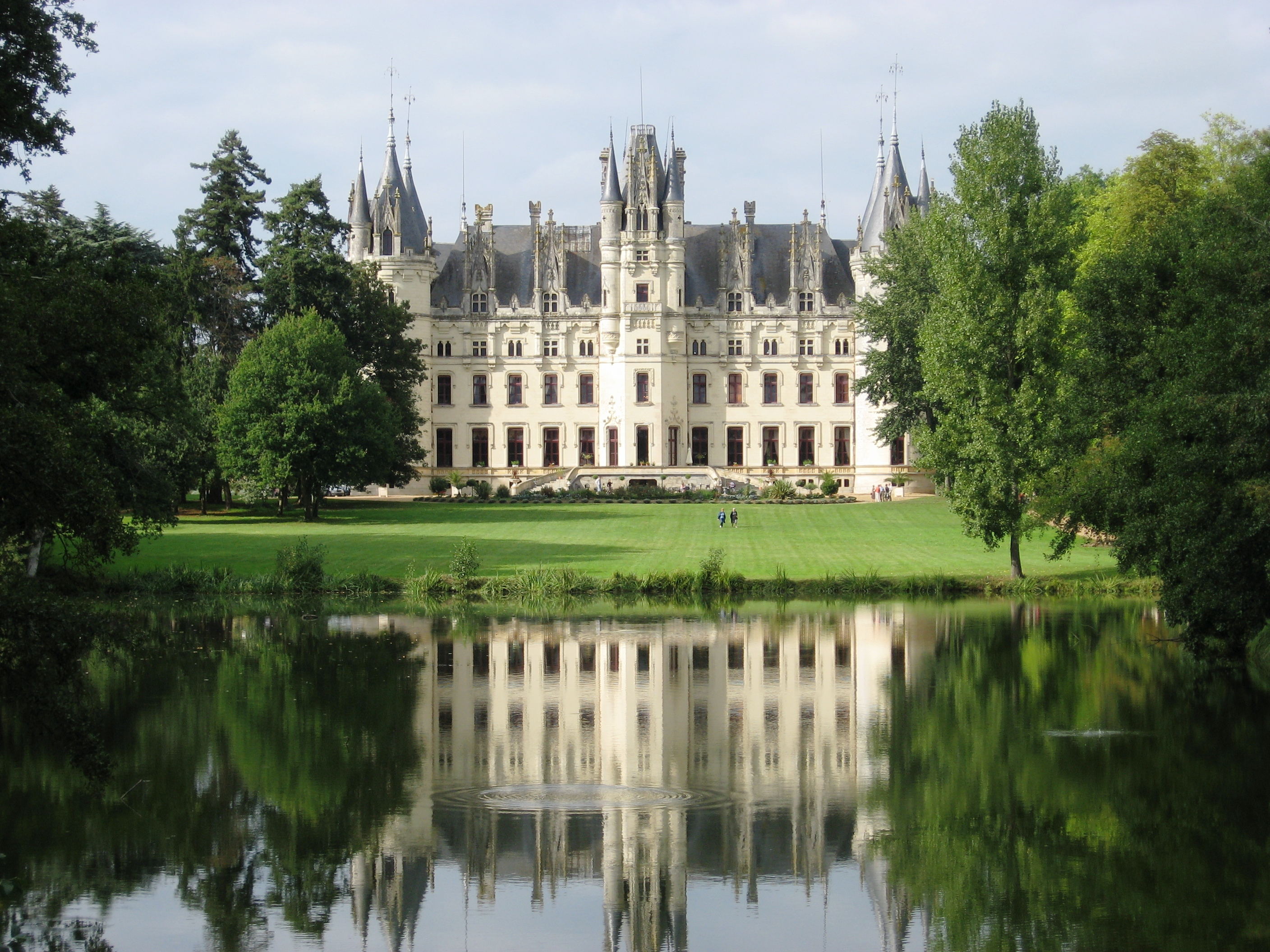
Le château de Challain-la-Potherie, Maine-et-Loire.

### Édifices troubadours
- Château de Mont-l'Évêque, dans l'Oise, ancienne résidence des évêques de Senlis.
- Château de la Reine Blanche, aux étangs de Commelles dans l'Oise.
- Château d'Anterroches, à Murat (Cantal).
- Château d'Aulteribe, à Sermentizon (Puy-de-Dôme) reconstruit par Henriette Onslow, fille du musicien.
- Château du Barry, à Lévignac, une aile néo-gothique datant de la fin du XVIIIe siècle[5].
- Château de Beauregard, à Hérouville-Saint-Clair, dans le Calvados.
- Château de La Rochepot reconstruction par Marie Pauline Cécile Dupond-White (1841-1898), veuve de Sadi Carnot.
- Château de Challain-la-Potherie, à Challain-la-Potherie, en Anjou, construit de 1847 à 1854 pour les La Rochefoucauld-Bayers, plans de René Hodé.
- Château de Clavières, à Ayrens (Cantal), construit par Félix de La Salle de Rochemaure.
- Abbaye d'Hautecombe, à Saint-Pierre-de-Curtille (Savoie), construit par Ernest Melano, sous la demande du roi de Sardaigne Charles-Félix.
- Château d'Hattonchâtel, édifié en 1923 sur les ruines d'une forteresse féodale.
- Château de Lauvergnac, reconstruit au milieu du XIXe siècle.
- Château de Maulmont, à Saint-Priest-Bramefant : architecte Pierre Fontaine, ancien rendez-vous de chasse du domaine royal de Randan qui était une des résidences du roi Louis-Philippe.
- Galerie Saint-Louis du palais de justice de Paris, construite en 1835 par Alphonse de Gisors, à la place d'une galerie gothique qu'il a démolie.
- Château de Grandfond, à Brézé (Maine-et-Loire), construit de 1890 à 1893.
- Château de Pierrefonds, Eugène Viollet-le-Duc architecte.
- Château de Sedaiges, à Marmanhac (Cantal), reconstruit par l'architecte Parent.
- Château de Vigny (Val-d'Oise), reconstruit à partir de 1888 par l'architecte Charles Henri Cazaux.

## Arts décoratifs et style troubadour

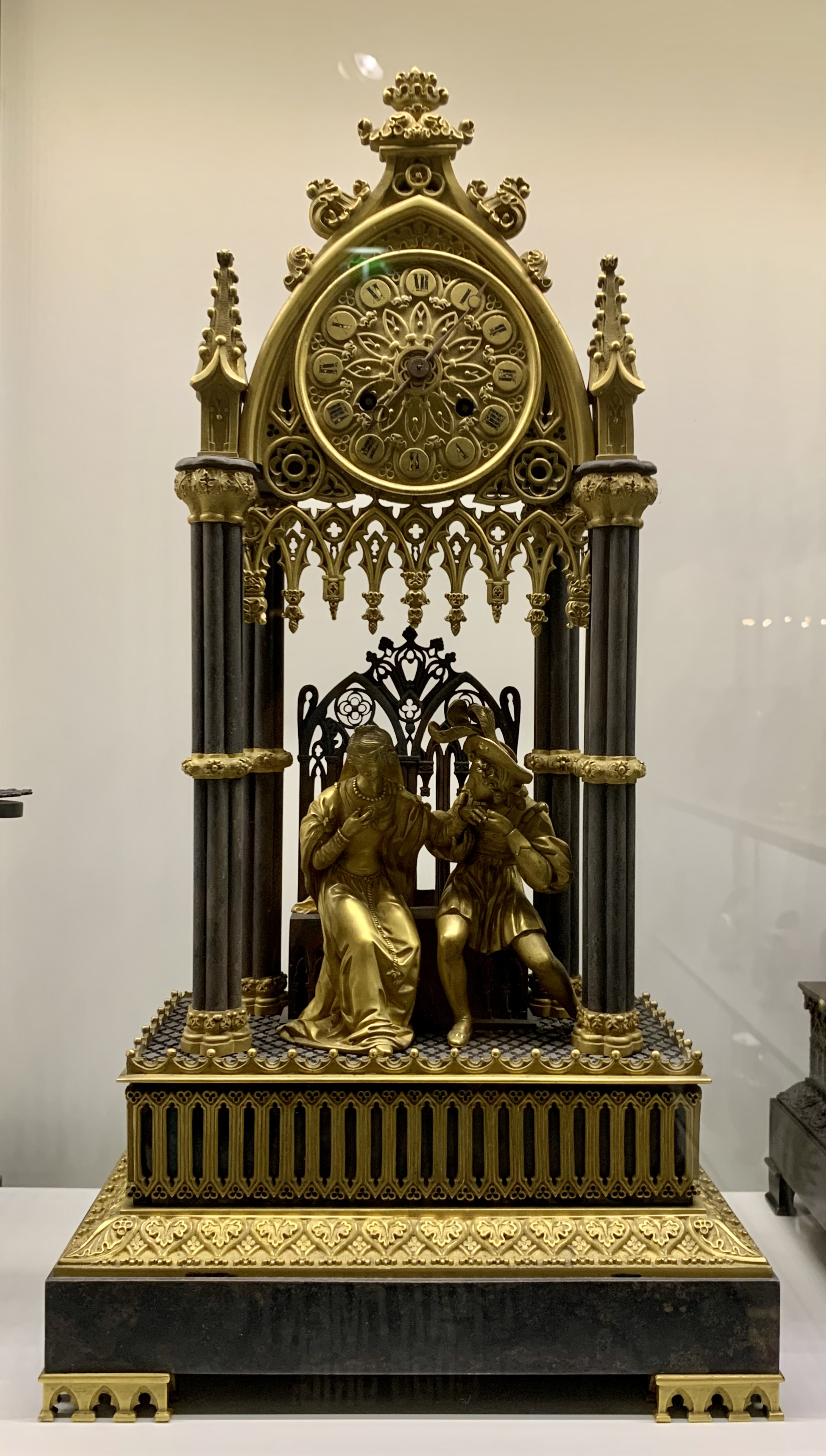
Pendule, française, vers 1835-1840, bronze doré et patiné, inv. 17741, Musée des Arts Décoratifs, Paris.

Le style troubadour trouve l'une de ses représentations effectives dans les intérieurs privés français : les meubles et objets en tous genres, de la pendule au dé à coudre décorent les salons, principalement entre 1820 et 1830. Le style continuera cependant à séduire jusqu'à la fin du XIXe siècle.
On trouve des précurseurs notables au style troubadour dès la fin du XVIIIe et le début du XIXe siècle : entre 1788 et 1792, l'ébéniste Pierre-Antoine Bellangé livre au comte Esterhazy quatre chaises en bois doré « en la forme gothique ». Quelques années plus tard, sous l'Empire, Jacob-Desmalter s'inspire du mobilier anglais et exécute, entre autres, une paire de prie-Dieu en 1810 « dont le dossier était découpé en forme gothique » pour la chapelle du Petit-Trianon de l'Impératrice Marie-Louise.
Le style troubadour dans les arts décoratifs ne s'étendra cependant à la noblesse et à la bourgeoisie que dans les années 1820, notamment à travers les magasins de curiosités parisiens comme l'Escalier de Cristal, le Coq Saint-Honoré, le célèbre magasin de curiosités du tabletier Alphonse Giroux, ou encore Le Petit Dunkerque.

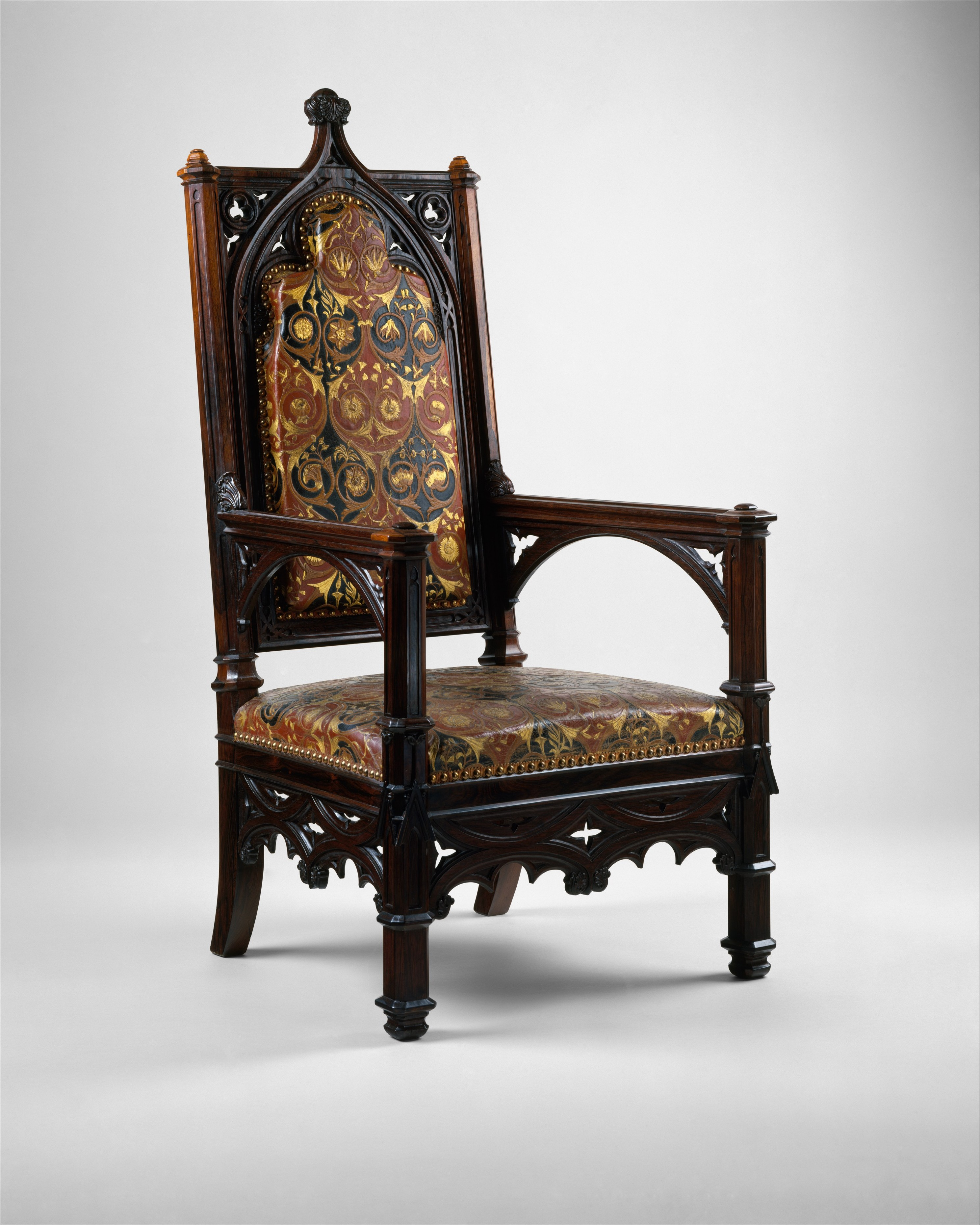
Fauteuil, par Joseph-Pierre-François Jeanselme et Jacques-Michel Dulud, vers 1850, palissandre sculpté, cuir, soie et serge, Metropolitan Museum of Art, New-York.

Pour ce qui est du mobilier, il conserve son aspect classique et confortable, typique de l'époque de la Restauration. C'est la forme qui change et non pas le fond : le répertoire décoratif évolue, fait de nombreuses influences (chinoise, japonaise, orientale, anglaise ou encore gothique, par exemple), mais est apposé sur une forme convenue, héritée du XVIIIe siècle français. On se contentera de « substituer aux éléments classiques des dossiers, grilles ou colonnettes, une arcature ogivale sommée d'un trilobé. Puis on prendra de l'assurance et, vers 1828, on inscrira dans l'arc ogival du dossier tout un fenestrage lancéolé, fleuri de ramages, sans exemple dans le passé ». On peut parler d'une « dernière phase du classicisme ».

L'ornement, tant sur le meuble que sur l'objet, est donc au centre de la préoccupation des artisans : héraldique fantasque, couleurs osées, licornes et chimères se mêlant aux décors gothico-renaissance, motifs végétaux encadrant troubadours, chevaliers et princesses… Ce sont ces mélanges qui déterminent le style troubadour dans les arts décoratifs français.

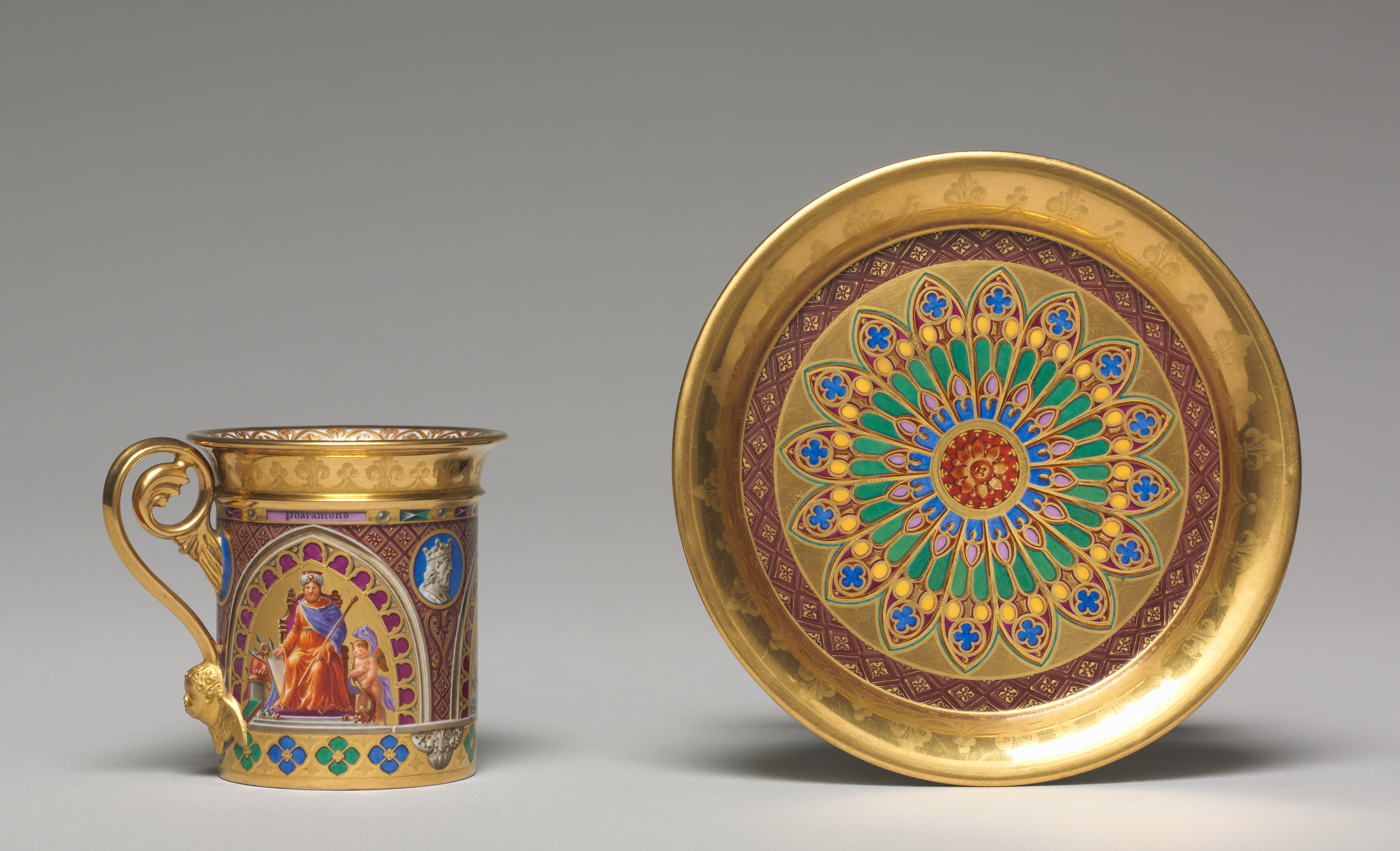
Tasse et soucoupe, produites par la Manufacture de porcelaine de Sèvres et décorées par Pierre Huard, 1827, Cleveland Museum of Art.

En 1824, à l'Exposition des produits de l'industrie, le style troubadour triomphe déjà. Le roi Charles X lui-même achète quelques-uns de ces meubles curieux. « L'antiquaille nationale impose ses patriotismes étranges » constate, ironique, Henri Bouchot.
Dès le début des années 1820, la comtesse d'Osmond née Aimée Destillières, fait construire en son hôtel particulier deux pièces dans le style Troubadour. Rapidement détruites, ces pièces, un salon et un cabinet, sont tout de même connues par deux aquarelles, d'Auguste Garneray et d'Hilaire Thierry. Le Petit Palais à Paris conserve du cabinet de la comtesse une paire de chaises, réalisées par l'ébéniste Jacob-Desmalter, qui représente à lui seul un exemple révélateur du style troubadour dans le mobilier.

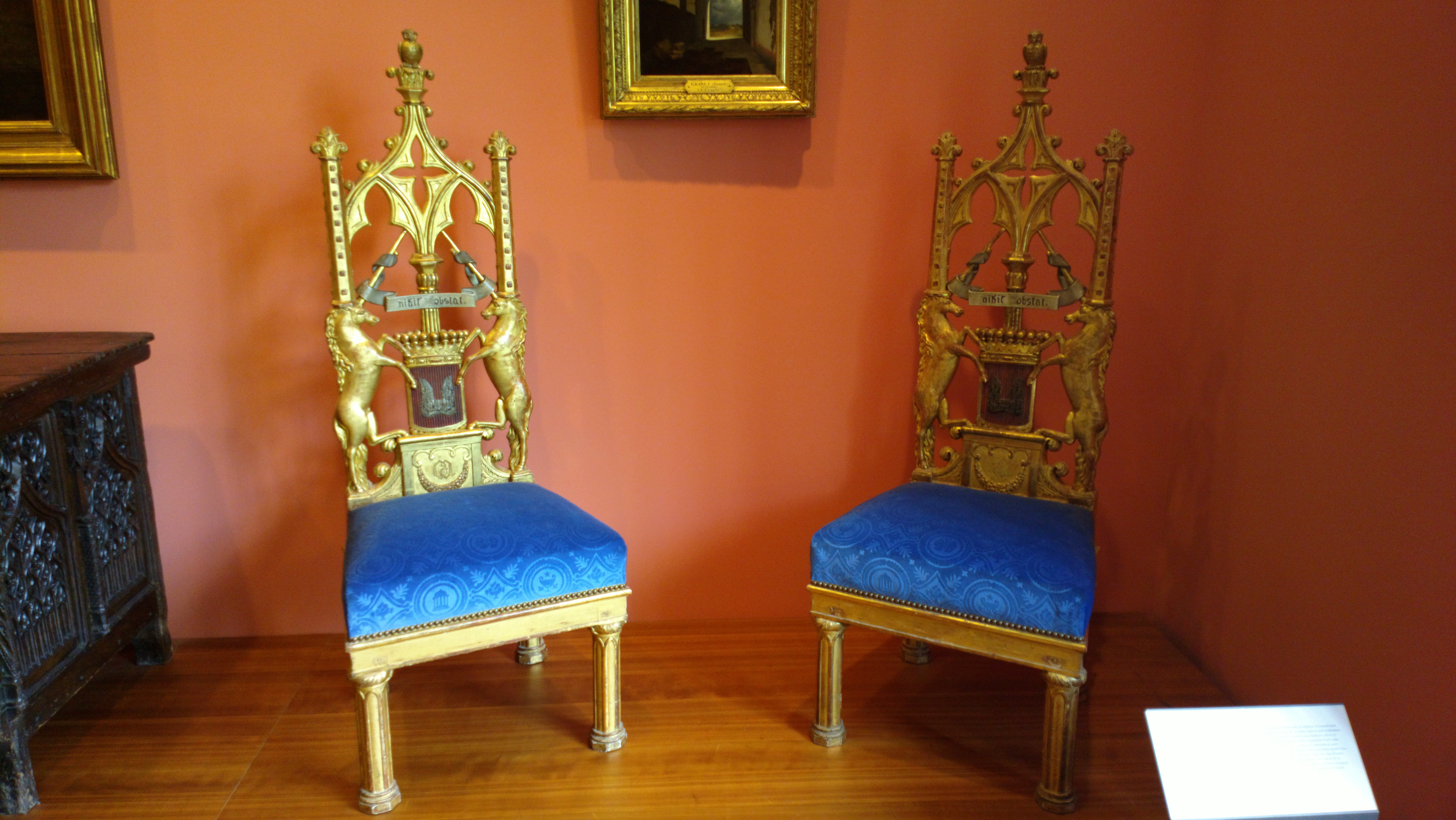
Jacob-Desmalter, chaises du cabinet gothique de la comtesse d'Osmond, vers 1817-1820, Paris, Petit Palais.

Marie-Caroline, duchesse de Berry passera de nombreuses commandes dont certaines demeurent parmi les plus belles pièces du style troubadour. C'est le cas d'un coffret commandé à la manufacture de Sèvres et réalisé par Jean-Charles François Leloy en 1829. La forme du coffret rappelle les reliquaires et châsses gothiques que la duchesse et le dessinateur avaient pu observer dans les collections médiévales religieuses de la Couronne. Pour les appartements de la Duchesse aux Tuileries, Jacob-Desmalter livre en 1821 « une table gothique en bois d'ébène destinée à recevoir des vues du château de Rosny peintes par Isabey » et « une table ornée d'un dessin de Thierry comportant des ornements et des ogives gothiques découpées dans la masse du bois ».
La duchesse ne se contente pas de commander des pièces aux plus grands artisans du moment, elle court aussi les magasins de nouveautés, « où elle fait ample moisson d'objets d'art, bronzes, pendules, meubles et bibelots d'esprit gothique que le romantisme a remis à la mode ». Marie-Caroline donne également plusieurs bals, dont l'un des plus célèbres demeure le quadrille de Marie Stuart en 1829, immortalisé par les aquarelles d'Eugène Lami et d'Achille Devéria.
On peut considérer qu'Eugène Viollet-Le-Duc, bien plus tard, sera l'un des derniers représentants du style troubadour en architecture et en arts décoratifs, comme en témoigne le mobilier complet dessiné pour le château de Pierrefonds dans les années 1860-1870.

### Exemples de mobiliers et objets troubadour
- Paire de chaises du cabinet de la comtesse d'Osmond, Jacob-Desmalter vers 1817-1820, Paris, Petit Palais.
- Parure de la Duchesse de Berry pour son costume de Marie Stuart, 1829, Bordeaux, musée des Arts décoratifs et du Design.
- Paire de vases Fragonard dits d'Agnès Sorel et de Charles VII, décor d'Alexandre-Évariste Fragonard, vers 1825, Sèvres, Cité de la Céramique.
- Coffrets de toilette de la duchesse de Parme, vers 1847, Paris, musée d'Orsay.
- Pendule François Ier et la reine de Navarre, d'après Fleury Richard, vers 184, Paris3, musée des Arts décoratifs.
- Horloge au troubadour, de style Empire, 1810, par Masure à Étampes.
- Service à chocolat Du Gesclin, carton d'Alexandre-Évariste Fragonard (1780-1850), Manufacture de Sèvres.
- Buffet d'orgue, 1848, Joseph Cuvillier (1801-1893) facteur d'orgue à Nancy, d'après un dessin de Désiré Laurent, basilique de Saint-Nicolas-de-Port.

## La mode troubadour
Ce style troubadour prend rapidement pied « dans l'art décoratif d'abord, puis dans la mode, l'imprimé, les manifestations sérieuses ou futiles de l'existence du temps ». En effet dès les premières années du XIXe siècle apparaît la Chérusse, sorte de haute fraise en dentelle, mise à la mode par le tailleur Leroy qui affirme pouvoir « grâce à des recherches minutieuses », en reconstituer la forme authentique. Les anglaises ont elles aussi adopté cet accessoire, surnommé outre-manche, Betsies.
Si le vêtement en lui-même reste classique, on appose à la tenue de nombreux accessoires et bijoux troubadour.
Les orfèvres Froment-Meurice  Franchet, Bapst, Fauconnier ou encore Laormeau imaginent de nombreuses parures d'inspiration troubadour. La châtelaine est l'expression parfaite de cette bijouterie troubadour. Accessoire-bijoux porté à la taille, accroché à la ceinture, elle est constituée d’un large crochet dont la face avant est décorée et de plusieurs chaînes terminées par des breloques, des ciseaux et/ou une montre. Avec la mode troubadour on vient y ajouter des sceaux, cachets, et des décors armoriés ou de scénettes gothiques.
Cette mode s'exprime également à travers les bals et fêtes costumés dont la Duchesse de Berry lance la mode. Ainsi en février 1820 elle assiste à un bal en « Reine du Moyen-Âge » avec « un voile flottant en velours chamarré d'or », en 1829 elle donne le bal dit du « Quadrille de Marie Stuart » au palais des Tuileries, tous les invités devaient être déguisés selon la mode de l’époque d’Henri II (1519-1559),. Eugène Lami réalise pour l'occasion la parure du « Quadrille de Marie Stuart » composé de deux bracelets et un collier en pomponne (métal à base de cuivre imitant l'or ou l'argent) et miniature sur porcelaine, aujourd'hui conservé au musée des Arts décoratifs et du Design de Bordeaux. La duchesse de Berry souhaitant garder un souvenir de l’événement, commande à Eugène Lami vingt-huit aquarelles représentant les membres de la cour costumés,.

Album du bal costumé donnée par la duchesse de Berry le 2 mars 1829 aux appartements des Enfants de France aux Tuileries, aquarelles par Eugène Lami.
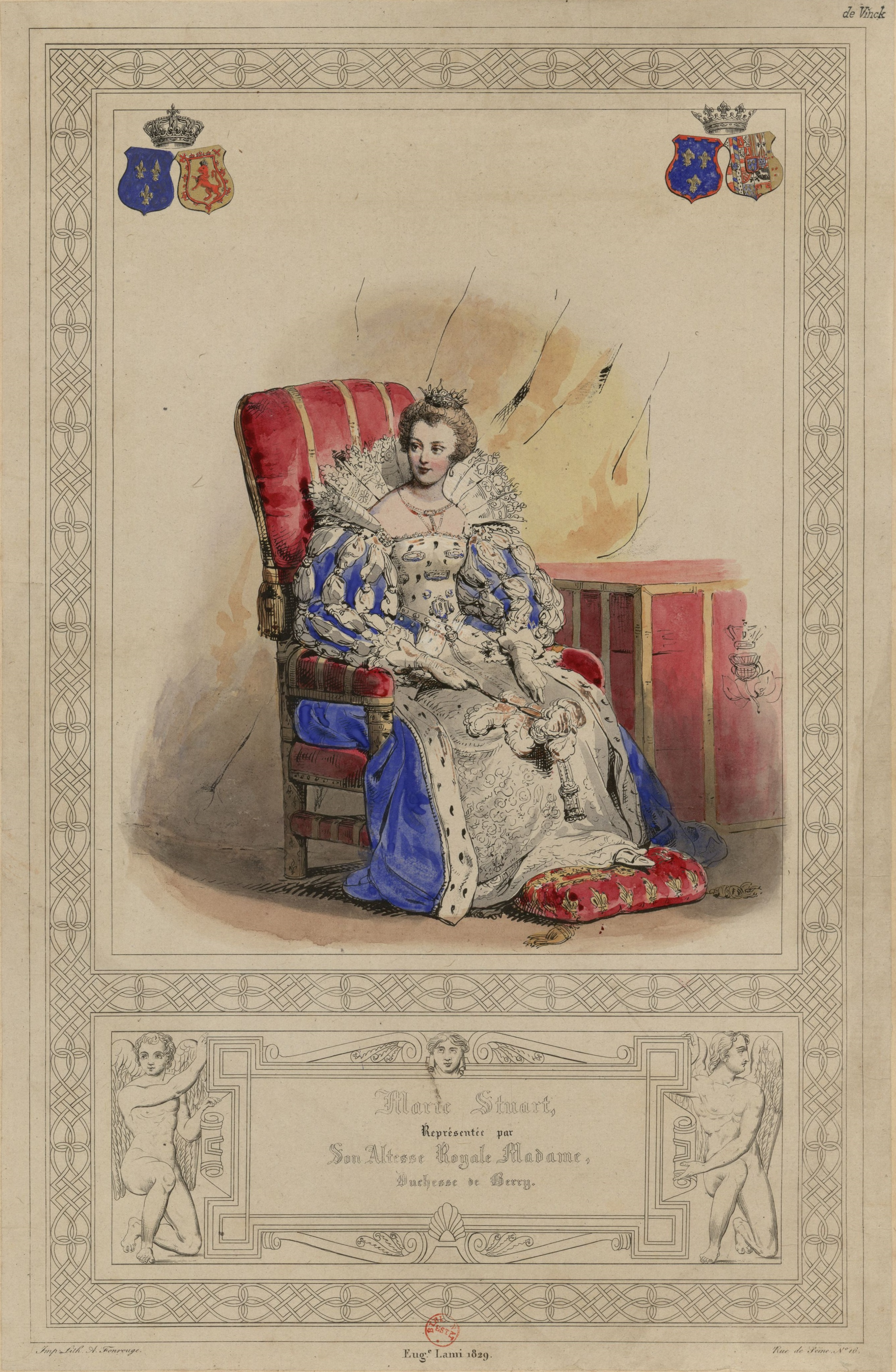
Marie Stuart représentée par Son Altesse Royale Madame, Duchesse de Berry.
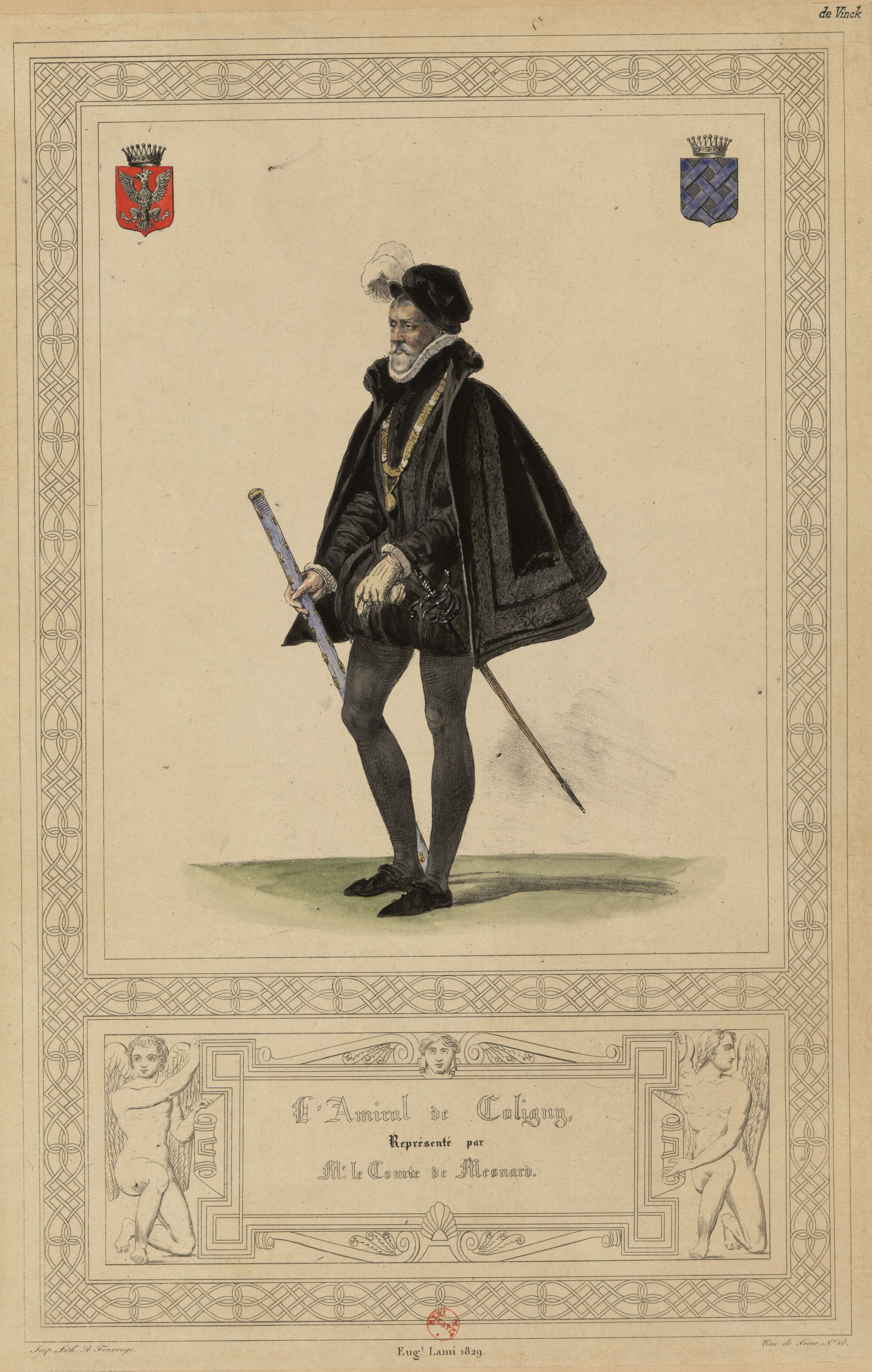
L'Amiral de Coligny représenté par M. le Comte de Mesnard.
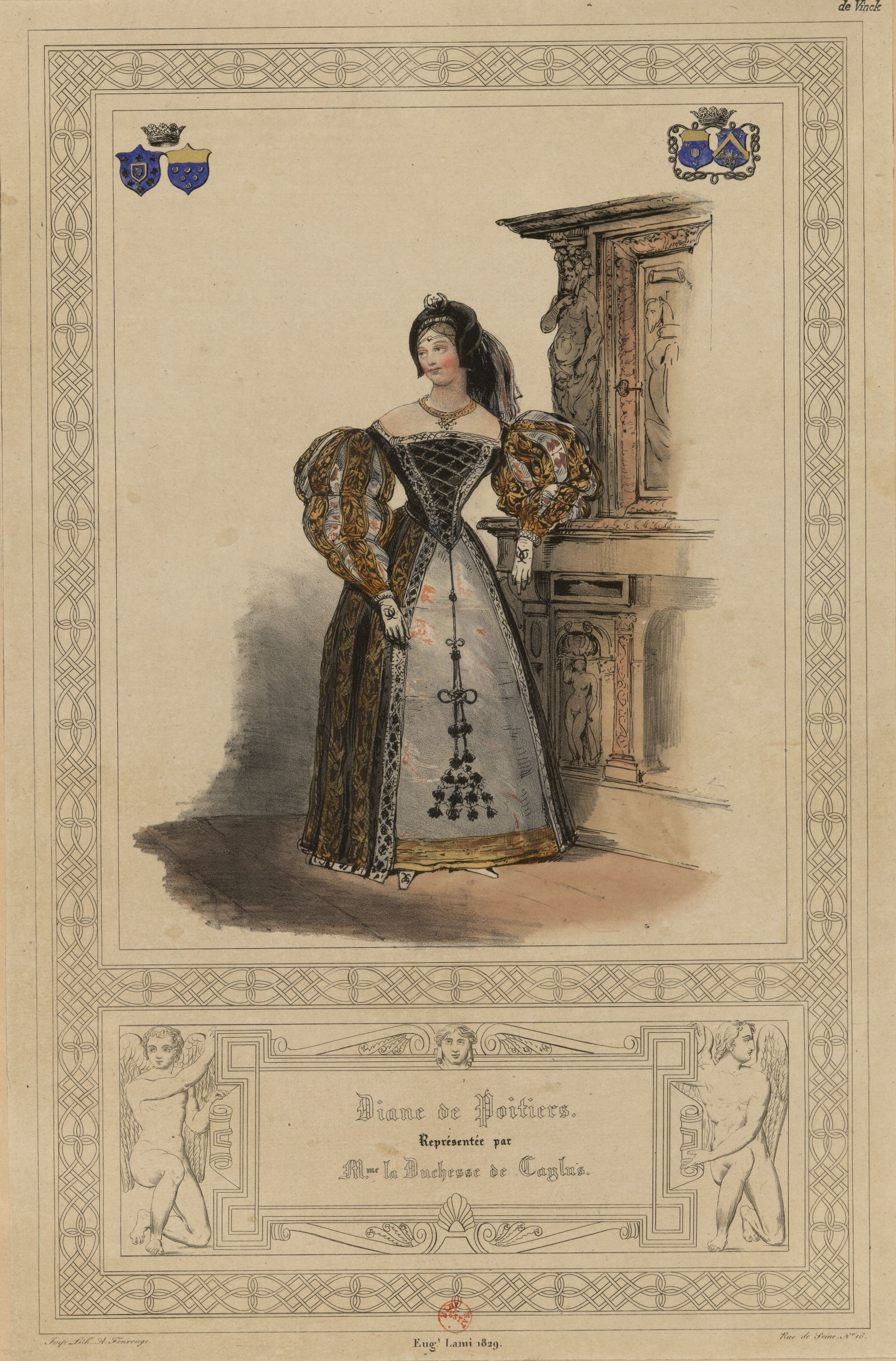
Diane de Poitiers représenté par Mme. la Duchesse de Caylus.
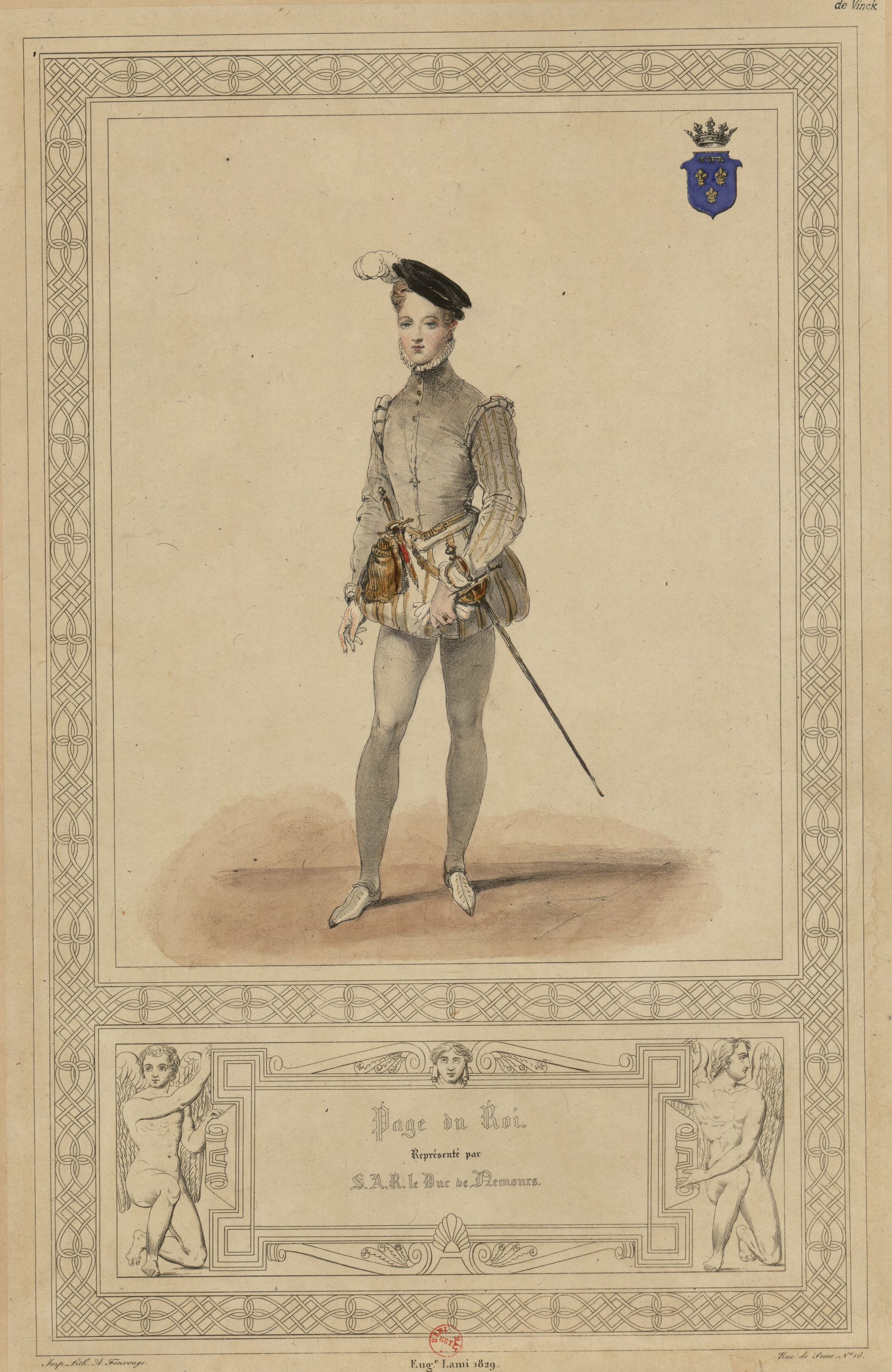
Page du Roi représenté par S.A.R. le Duc de Nemours.
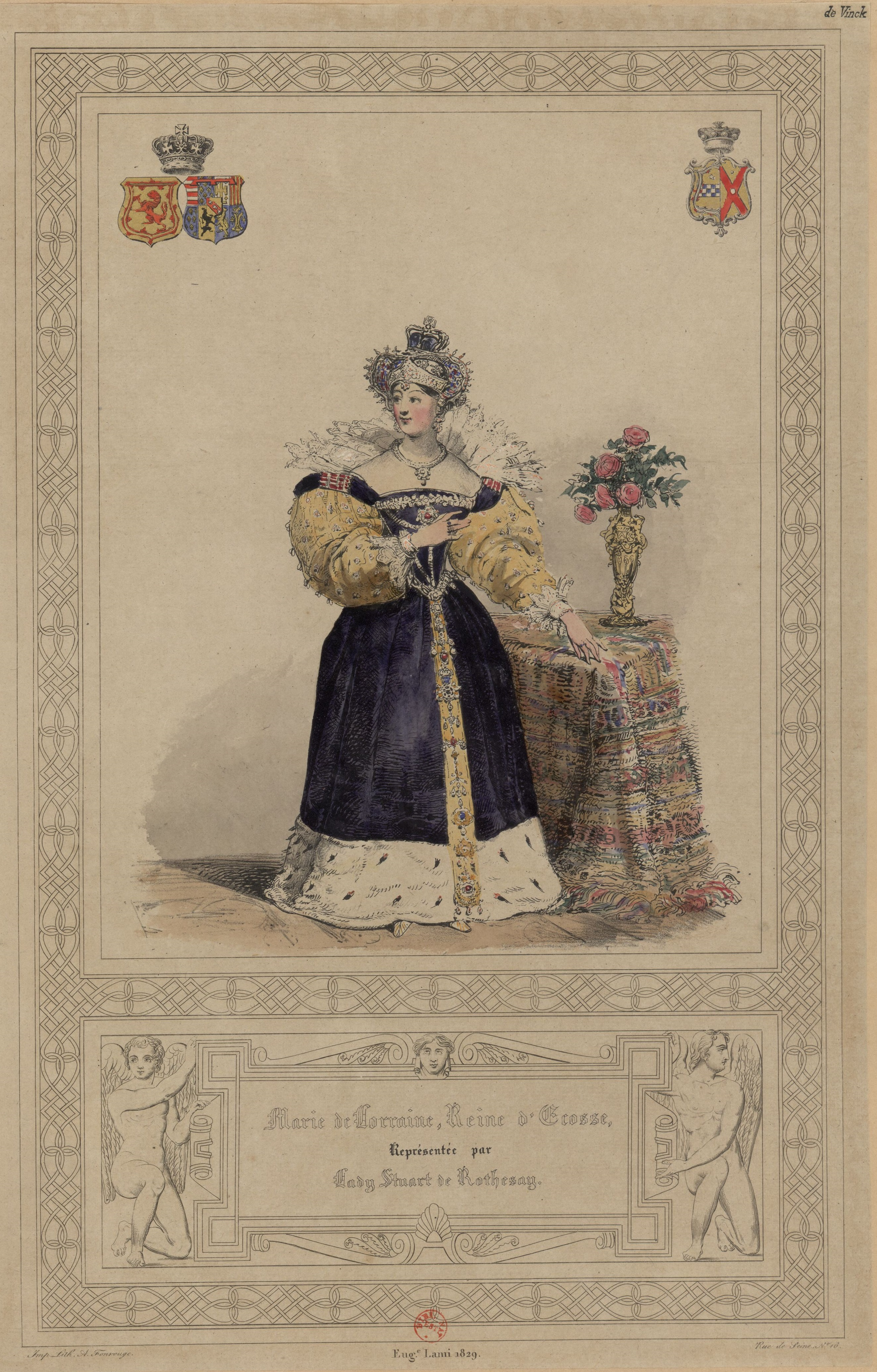
Marie de Lorraine, Reine d'Écosse représentée par Lady Stuart of Rothesay.

#### Sources littéraires
- Jean-Baptiste de La Curne de Sainte-Palaye, Histoire littéraire des troubadours, Paris, Durand neveu, 1774, 2 volumes. (1967, Slatkine reprint).
- Comte de Tressan, Œuvres choisies de Tressan, corps d'extraits de romans de chevalerie , 1782-1791, 12 volumes, chez Garnier, à Paris, hôtel Serpente, comprenant Amadis de Gaule, Rolland Furieux, Flore et Blanchefleur, Histoire du petit Jehan de Saintré, Cléomade et Claremonde, Le Roman de la Rose, Arthus de Bretagne, Fleurs de batailles, Dom Ursino de Navarin et Dona Inès d'Ovidéo, Gérard de Nevers, etc. Les gravures hors texte qui illustrent cet ouvrage, qui a eu un immense succès, présentent des scènes troubadoures avec décors et personnages.
- Horace Walpole, précurseur avec le roman : Le Château d'Otrante.
- Donatien de Sade, plusieurs romans dans cette veine, comme Adélaïde de Bavière, fin XVIIIe siècle.
- Walter Scott, auteur des Lais du dernier ménestrel, d'Ivanhoé, très lu en France à partir de 1820. S'est fait construire près d'Edimbourg Abbotsford House, un château troubadour composé de vestiges pris dans des ruines de châteaux médiévaux.
- François-Juste-Marie Raynouard, Choix des poésies originales des troubadours, Paris, Firmin-Didot, 6 volumes, 1816-1821.
- Bellin de La Liborlière, écrivain gothique début XIXe siècle[réf. incomplète].

#### Ouvrages de recherches
- Aux sources de l'ethnologie française, l'Académie celtique, 1995, Nicole Belmont. Cet ouvrage retrace la naissance à partir du milieu du XVIIIe siècle de l'engouement pour les monuments de l'architecture et de la littérature prémodernes (Moyen Âge, Haut Moyen Âge et Barbare) et le commencement d'un nouveau travail d'inventaire et d'études qui est différent de celui des bénédictins de Saint-Maur.

#### Ouvrages et articles de référence
- François Pupil, Le style troubadour ou la nostalgie du bon vieux temps, Nancy, Presses universitaires de Nancy, 1985, 560 p. (ISBN 2-86480-173-6, BNF 34836102, présentation en ligne), [présentation en ligne].
- Jocelyne Missud-Juramie, « Une bibliothèque oubliée : le genre troubadour », Babel. Littératures plurielles, no 6, 2002, mis en ligne le 12 juin 2012, [lire en ligne].
- Elsa Cau, Le style troubadour, l'autre Romantisme, Paris, Gourcuff Gradenigo, 2017, 177 p. (ISBN 2353402623, EAN 978-2353402625).
- (en) Alice Mackrell, « Dress in Le Style Troubadour », Costume, vol. 32, no 1,‎ 1er janvier 1998, p. 33–44 (ISSN 0590-8876 et 1749-6306, DOI 10.1179/cos.1998.32.1.33, lire en ligne).
- Henri Jacoubet, Le Comte de Tressan et les origines du genre troubadour, Paris, Presses universitaires de France, 1923 (lire en ligne).
- Henri Jacoubet, Le Genre troubadour et les origines françaises du romantisme, Paris, Les Belles Lettres, 1929 (lire en ligne)

#### Architecture
- Guy Massin-Le Goff, Châteaux néo-gothiques en Anjou, Paris, Éditions Nicolas Chaudun, 2007.